# غاريقون حلقي
غاريقون حلقي (الاسم العلمي: Agaricus annularius) هو نوع الفطريات يتبع جنس الغاريقون من الفصيلة الغاريقونية.